# Au Sable (rivière, Michigan)
Pour les articles homonymes, voir Sable (homonymie), Au Sable (homonymie) et Rivière Au Sable.
La rivière Au Sable (en anglais : Au Sable River) est un cours d'eau qui coule dans l'État du Michigan aux États-Unis.
Elle doit son nom aux trappeurs et coureurs des bois français et Canadiens français qui arpentèrent le Pays des Illinois à l'époque de la Nouvelle-France et de la Louisiane française.
Son cours mesure approximativement 220 km de long.
Elle prend sa source près des villes de Grayling et Mio. La rivière traverse ensuite d'Ouest en Est le nord de la Péninsule inférieure du Michigan. Enfin elle rejoint le comté de Iosco dans lequel elle se jette dans le lac Huron.
Son bassin fluvial a une superficie de 5 000 km2 et son débit est de 31 m3 à son embouchure. au niveau de la localité de Au Sable.
La rivière Au Sable traverse le Parc National forestier de « Huron-Manistee », qui est une zone boisée protégée. La vallée de la rivière Au Sable est également un lieu de protection pour le Paruline de Kirtland, un oiseau qui a son habitat en ces lieux. Un parcours effectué sur un Bateau à roues à aubes sélectionné par le « National Scenic Byway » remonte la rivière Au Sable et permet de découvrir le Parc National Forestier de Huron.
Chaque année a lieu une importante course de canoës : le « Au Sable River Canoe Marathon ».